# P. Schuyler Miller
Peter Schuyler Miller (geboren am 21. Februar 1912 in Troy, New York; gestorben am 13. Oktober 1974 auf Blennerhassett Island, West Virginia) war ein amerikanischer Science-Fiction-Autor und -Kritiker.

## Leben
Millers Eltern waren der Chemiker Philip Schuyler Miller und die Lehrerin Edith May, geborene Figgis. Er wuchs im Tal des Mohawk im Bundesstaat New York auf, was sein lebenslanges Interesse an der Kultur und den archäologischen Hinterlassenschaften der Irokesen begründete. In späteren Jahren war er ein engagierter Amateurarchäologe, Mitarbeiter der anthropologischen Abteilung des Carnegie Museums, der Eastern States Archeological Society, des Van Epps-Hartley Chapters der New York Archeological Association, der Society for American Archeology und der Society for Pennsylvania Archaeology, für deren Zeitschrift Pennsylvania Archaeologist er zeitweise Mitherausgeber war. Als Miller 1974 im Alter von nur 62 Jahren starb, befand er sich auf einer Exkursion zu einer Ausgrabungsstätte der Fort Ancient-Kultur westlich von Parkersburg in West Virginia.
Miller war ein guter Schüler, hielt mit 15 Jahren die Abschlussrede seines Jahrgangs und studierte anschließend Chemie am Union College in Schenectady, wo er 1932 mit dem Master abschloss. Danach war er bis 1934 Laborassistent am Forschungsinstitut von General Electric in Schenectady. Von 1937 bis 1952 arbeitete er in der Erwachsenenbildung und Öffentlichkeitsarbeit am Schenectady Museum und wurde schließlich dessen Leiter. Von 1952 bis 1974 war er technischer Redakteur für die Fisher Scientific Company in Pittsburgh, Pennsylvania.
Von Jugend auf war Miller ein begeisterter Leser von Science-Fiction, beginnend mit den Erzählungen Jules Vernes. Im August 1924 kaufte er sein erstes SF-Magazin, eine Ausgabe von Hugo Gernsbacks Science and Invention, und war fortan ein treuer Leser der Pulp-Magazine wie Argosy und Weird Tales und später von Astounding. Er begann Beiträge für die frühen Fanzines zu schreiben, wurde ein Mitglied der Fantasy Amateur Press Association (FAPA), korrespondierte mit Robert E. Howard, dem Schöpfer von Conan dem Cimmerier, für den er zusammen mit seinem Freund John D. Clark einen „Lebenslauf“ konstruierte, der 1938 in Howards The Hyborean Age erschien.
Er begnügte sich aber nicht damit, Science-Fiction zu lesen und ein aktives Mitglied des SF-Fandom der 1930er Jahre zu sein, sondern begann, selbst SF-Geschichten zu schreiben. 1930 gewann er den von Gernsback ausgeschrieben Air-Wonder-Wettbewerb, der mit 150 Dollar in Gold dotiert war – eine ungeheure Summe für den damals 18-jährigen Miller und nicht nur für ihn, weshalb es über 500 Einsendungen gab. Die Geschichte, The Red Plague, wurde  dann natürlich auch in Wonder Stories abgedruckt und Gernsback meinte, es sei eine der besten Geschichten, die in seinen Magazinen bislang erschienen sei. In den folgenden 20 Jahren veröffentlichte Miller rund 50 Storys und einen Roman, Genus Homo (1950, deutsch als Die neuen Herrscher), den er zusammen mit Lyon Sprague de Camp schrieb, in dem in einer fernen Zukunft die Affen sich weiterentwickelt haben und nun die Herrscher der Welt sind, eine Idee, die später in Pierre Boulles Planet der Affen aufgegriffen wurde.
Als ab den 1950er Jahren Science-Fiction weniger in Pulp-Magazinen und mehr als Taschenbuch und schließlich auch als gebundenes Buch erschien, blieb Miller ein eifriger Leser und Käufer. Er musste allerdings vieles nicht mehr kaufen, sondern erhielt Rezensionsexemplare, denn ab 1945 hatte er begonnen, für Astounding SF-Rezensionen zu schreiben, die ab 1951 dort regelmäßig unter dem Titel The Reference Library erschienen. Bis zum Ende seines Lebens verfasste er hunderte von Buchbesprechungen, praktisch jeder lesenswerte SF-Titel in dieser Zeit wurde von ihm kompetent besprochen, wobei er allerdings meist keine allzu großen Ansprüche stellte, dennoch galt er als urteilssicher. Als seine Schwester nach seinem Tod einen Großteil der Bibliothek Millers dem Carnegie Museum überließ, wurde ein Katalog erstellt und publiziert, der 3.500 Bände ohne die Taschenbücher umfasste, dies waren noch einmal 4.600 Bände.
Miller wurde auf der Worldcon 1963 in Baltimore mit dem Special Convention Award als bester Kritiker ausgezeichnet. 1975 erhielt er postum für seine Arbeit als SF-Kritiker den Locus Award. Man schreibt ihm zu, den Begriff der Hard-SF für wissenschaftlich-technisch orientierte Science-Fiction geprägt zu haben.

## Bibliografie
Romane
- Alicia in Blunderland (1933, 1983, als Nihil)
- Cosmos: Chapter 14: The Fate of the Neptunians (1934, Teil eines Gemeinschaftsprojekts mit zahlreichen Autoren)
- Genus Homo (1950, mit L. Sprague de Camp)
  - Deutsch: Die neuen Herrscher. Übersetzt von Klaus Mahn. Moewig (Terra Sonderband #40), 1961, DNB 455021201. Auch als: Die neuen Herrscher. Übersetzt von Horst Hoffmann. Pabel (Utopia Classics #13), 1980, DNB 820020028.

Sammlung
- The Titan (1952)

Kurzgeschichten
- The Red Plague (1930)
- Dust of Destruction (1931)
- Through the Vibrations (1931)
- The Man from Mars (1931)
- Cleon of Yzdral (1931)
- The Red Spot of Jupiter (1931, mit Paul McDermott und Walter Dennis, als Dennis McDermott)
- The Arrhenius Horror (1931)
- Tetrahedra of Space (1931)
- The Duel on the Asteroid (1932, mit Paul McDermott und Walter Dennis, als P. Schuyler Miller und Dennis McDermott)
- Red Flame of Venus (1932)
- The Forgotten Man of Space (1933, auch als Forgotten, 1933)
- Jeremiah Jones, Alchemist (1933)
- Ultra-Violet (1933)
- Black Lem Gulliver (1933)
- The Atom Smasher (1934)
- The Wreck in Space (1934)
- Cigarette Characterization #1 (1934)
- The Pool of Life (1934)
- The White Gulls Cry (1935)
- The People of the Arrow (1935)
- The Titan (1935)
- The Chrysalis (1936)
- The Sands of Time (1937)
  - Deutsch: Spuren im Sand der Zeit. Übersetzt von Alfred Joseph. In: Robert Silverberg (Hrsg.): Die Mörder Mohammeds. Marion von Schröder (SF & Fantastica), 1970, DNB 458557196.
- Coils of Time (1939)
- Pleasure Trove (1939)
- Spawn (1939)
  - Deutsch: Die Höllenbrut. Übersetzt von Eva Malsch. In: Michel Parry (Hrsg.): King Kongs Rivalen. Pabel (Vampir Taschenbuch #76), 1979, DNB 790392054.
- In the Good Old Summertime (1940)
- Living Isotopes (1940)
- The Flayed Wolf (1940)
- Old Man Mulligan (1940)0
  - Deutsch: Der alte Mulligan. Übersetzt von Eva Malsch. In: Isaac Asimov, Martin H. Greenberg (Hrsg.): Die besten Stories von 1940. Moewig (Playboy Science Fiction #6711), 1980, ISBN 3-8118-6711-3.
- The Ultimate Image (1940)
- Trouble on Tantalus (1941)
- Bird Walk (1941)
- Over the River (1941)
  - Deutsch: Jenseits des Flusses. Übersetzt von Ingrid Neumann / Birgit Bohusch. In: Helmuth W. Mommers & Arnulf D. Krauß (Hrsg.): 21 Grusel Stories – Ein Menü aus Alpträumen. Heyne (Heyne-Anthologien, Bd. 21), 1967, DNB 456525203. Auch als: Der Verfluchte. Übersetzt von Gretl Friedmann. In: Larry T. Shaw (Hrsg.): Terror. Heyne (Heyne Allgemeine Reihe #960), 1972,DNB 730100979. Auch als: Über den Fluß. Übersetzt von Jürgen Abel. In: Peter Haining (Hrsg.): Stunde der Vampire. Fischer (Fischer Taschenbücher #1527), 1974, ISBN 3-436-02002-8.
- Smugglers of the Moon (1941)
- The Facts of Life (1941)
- The Frog (1942)
- A Matter of Eclipses (1942)
- The Cave (1943)
- John Cawder’s Wife (1943)
- The Hounds of Kalimar (1943)
- Gleeps (1943)
- Fricassee in Four Dimensions (1943)
- As Never Was (1944)
- Cuckoo (1944)
- Plane and Fancy (1944)
- Ship-in-a-Bottle (1945)
- Ghost (1946)
- The Thing on Outer Shoal (1947)
- Daydream (1949)
- Status Quondam (1951)
- For Analysis (1958)